# Hradište pod Vrátnom
Hradište pod Vrátnom est un village de Slovaquie situé dans la région de Trnava.

## Histoire
La première mention écrite du village date de 1262.

## Démographie

### Évolution de la population
| Année:               | 1994. | 2004.   | 2014.   | 2024.   |
| -------------------- | ----- | ------- | ------- | ------- |
| Nombre de personnes: | 692   | 701     | 659     | 665     |
| Différence:          |       | +1,30 % | -5,99 % | +0,91 % |

| Année:               | 2023. | 2024.   |
| -------------------- | ----- | ------- |
| Nombre de personnes: | 661   | 665     |
| Différence:          |       | +0,60 % |